# Федоровка (Зарайский район)
Федоровка — деревня в Зарайском районе Московской области, в составе муниципального образования сельское поселение Струпненское (до 29 ноября 2006 года входила в состав Журавенского сельского округа), деревня связана автобусным сообщением с райцентром и соседними населёнными пунктами.

## Население
| 2002 | 2006 | 2010 |
| ---- | ---- | ---- |
| 16   | ↘11  | ↗21  |

## География
Федоровка расположена в 19 км на запад от Зарайска, северная окраина села Журавна, на реке Журавна (правый приток реки Истоминки), высота центра деревни над уровнем моря — 183 м.